# Oneerlijke handelspraktijken
Oneerlijke handelspraktijken zijn handelspraktijken waarbij een handelaar in strijd met zijn professionele toewijding handelt of waarbij hij zijn handelspartner beperkt in zijn besluitvorming. Deze kunnen voor, tijdens of na het tot stand komen van een overeenkomst worden gepleegd. Bijzondere vormen van de oneerlijke handelspraktijken zijn de agressieve en misleidende handelspraktijken. Hierdoor neemt de benadeelde een beslissing die hij anders niet zou hebben genomen.
Oneerlijke handelspraktijken vormen in feite een grijs gebied tussen eerlijke handelspraktijken en oplichting. Weliswaar mankeert meestal niets aan het product zelf en is de handelaar keurig ingeschreven en geregistreerd, maar is de manier waarop hij zijn producten aan de man brengt oneerlijk.

## Wettelijke status
In principe kan men vaak stellen dat er geen overeenkomst tot stand is gekomen of een wilsgebrek is. In praktijk beseffen consumenten dit meestal niet. Zelfs wanneer zij actie proberen te ondernemen, krijgen ze meestal nul op het rekest. De handelaar houdt voet bij stuk. Vaak wordt niet geaarzeld gebruik te maken van incassobureau's en advocaten zodat de meeste consumenten de strijd snel opgeven.
Oneerlijke handelspraktijken zijn daarom specifiek sinds de uitvaardiging van Europese richtlijn 2005/29/EG verboden in relaties met consumenten. In Nederland is deze richtlijn uitgewerkt in de Wet oneerlijke handelspraktijken, die een wijziging van met name boek 6 van het Burgerlijk Wetboek inhoudt. Een overeenkomst tot stand gekomen door oneerlijke handelspraktijken is onrechtmatig en kan na indiening van een klacht door een consument leiden tot oplegging van een boete aan de handelaar door de Consumentenautoriteit, met een maximum van EUR 450.000 per overtreding.

## Voorkomen
In principe komen oneerlijke handelspraktijken het meest voor bij colportage, telemarketing en andere vormen van verkoop op afstand. Oneerlijke handelspraktijken kunnen echter op iedere consumententransactie van toepassing zijn, zoals de aankoop van een keuken, auto of financieel product. Hoewel professionelen geen specifieke bescherming genieten, worden met name eenmanszaken eveneens zeer vaak slachtoffer van oneerlijke handelspraktijken.
Bij colportage en telemarketing wordt vaak gebruikgemaakt van freelancers die slechts beloond worden als ze een verkoop weten te realiseren of worden de werknemers aangespoord door bonussen in het vooruitzicht te stellen. Vaak worden ze zelfs bewust geïnstrueerd om de waarheid te verdraaien of te liegen. Het bedrijf houdt bij klachten voet bij stuk en zal vaak tot juridische maatregelen overgaan wanneer de getergde consument weigert te betalen.

## Oneerlijke handelspraktijk
De wettelijke definitie is vastgelegd in art. 6:193b BW. De handelaar pleegt een oneerlijke handelspraktijk wanneer hij:
1. in strijd handelt met de professionele toewijding die van hem verwacht mag worden, en
2. de doorsnee consument hierdoor geen geïnformeerd besluit neemt of kan nemen, en
3. de doorsnee consument daardoor een besluit kan nemen dat hij anders niet genomen had.

Daarnaast is een handelspraktijk oneerlijk, wanneer deze misleidend of agressief is.

## Misleidende handelspraktijk
Een handelspraktijk is misleidend wanneer de handelaar essentiële informatie verstrekt die onjuist is of de doorsnee consument kan misleiden en de doorsnee consument daardoor een besluit neemt of kan nemen dat hij anders niet genomen had. Dit misleiden kan onder andere plaatsvinden door de wijze waarop de informatie wordt gepresenteerd. Ook is een handelspraktijk misleidend wanneer de handelaar voor verwarring door de marketing van het product of als hij een verplichting uit een gedragscode niet nakomt, terwijl deze verplichting concreet en kenbaar voor de consument is en de handelaar heeft aangegeven aan deze gedragscode gebonden te zijn. Eveneens is het misleidend wanneer essentiële informatie wordt verzwegen, die de doorsnee consument nodig heeft om een geïnformeerd besluit te nemen en waardoor hij dat besluit anders niet genomen had.
De wetgever heeft in lijsten aangegeven welke informatie altijd essentieel is. Hierbij is onder andere te denken aan: de belangrijkste kenmerken van een product, de identiteit en het adres van de handelaar en de prijs, inclusief belastingen. Ook heeft de wetgever in lijsten aangegeven welke handelspraktijken altijd misleidend zijn. Hierbij is onder andere te denken aan:
- Beweren dat een product een bepaald keurmerk heeft, terwijl dit niet zo is.
- Beweren dat een product slechts voor een korte periode met korting wordt verkocht, terwijl dit niet zo is.
- Het aanbieden tegen een prijs waarvoor de handelaar zeer waarschijnlijk tijdelijk niet kan leveren, rekening houdend met het product, de gevoerde reclame en de prijs.
- Het aanprijzen van een product als zijnde gratis, terwijl je er iets anders bij moet kopen.
- Beweren dat je met het product kansspelen kunt winnen of dat het ziekte, gebreken of misvormingen kan genezen.
- De verkoper verzwijgt dat hij voor een buitenlands bedrijf werkt en dat klachtenafhandeling via het hoofdkantoor in het buitenland in een vreemde taal dient te geschieden.
- Reeds aan de consument bij wet toegekende rechten worden gepresenteerd als voordelige verkoopvoorwaarden. Een telemarketeer beweert bijvoorbeeld dat 'iedere nieuwe klant alleen bij ons veertien dagen bedenktijd heeft'. Dit is een wettelijke bepaling en dus krijgt de klant een 'sigaar uit eigen doos' gepresenteerd.
- Het opzetten, beheren of aanprijzen van de zogenaamde piramidesystemen: constructies waarbij men een product moet kopen en een bepaald aantal nieuwe klanten aan moet brengen om kans te maken op een prijs. In feite betreft het hier dus een gemaskerde (meestal te dure) koop.
- De indruk wekken dat de consument een product al heeft besteld, terwijl dat niet zo is.

## Agressieve handelspraktijk
Soms is de handelspraktijk niet misleidend, maar wordt op een of andere manier druk op de consument uitgeoefend. Door de consument onder druk te zetten en op te jagen tot het nemen van een beslissing, wordt hem de mogelijkheid ontnomen om over de transactie te denken: Heeft hij wel behoefte aan dat abonnement? Wil hij eigenlijk wel die stofzuiger kopen? Dit kan variëren van het gebruik van oneigenlijke argumenten door de verkoper tot daadwerkelijke fysieke intimidatie. Voorbeelden zijn:
- De consument krijgt de indruk dat hij het pand niet kan verlaten zonder een overeenkomst te hebben gesloten.
- De handelaar smeekt de consument het product te kopen omdat anders zijn broodwinning in gevaar wordt gebracht.
- De handelaar stuurt ongevraagd producten aan willekeurige personen, en vraagt hiervoor betaling.
- De handelaar weigert de woning van de consument te verlaten voordat hij wat heeft gekocht.
- Misleidende loterijen waarbij wordt beweerd dat de klant een prijs heeft gewonnen, maar waarbij hij eerst kosten moet maken, of waarbij er de beloofde prijs er niet is. Vaak worden de 'winnaars' uitgenodigd voor een busreis naar een presentatie. Door middel van de lange busreis en lange presentaties zonder pauze wordt de weerstand geleidelijk uitgehold, waarna de producten op agressieve wijze aan de man worden gebracht.